# Raymond Kintziger
Raymond Pierre Kintziger (ur. 23 grudnia 1922 w Koblencji, zm. 10 października 2010 w Arlon) – belgijski lekkoatleta specjalizujący się w rzucie dyskiem, uczestnik igrzysk olimpijskich.
Z wynikiem 42,46 zajął 14. miejsce w eliminacjach i nie awansował do finału na mistrzostwach Europy 1950 w Brukseli. W tym samym roku został mistrzem Wielkiej Brytanii. Podczas igrzysk olimpijskich 1952 odbywających się w Helsinkach zajął 30. miejsce w eliminacjach z wynikiem 41,07 i nie awansował do finału.

## Rekordy życiowe
- Rzut dyskiem – 46,77 (1950, Bruksela)[4]